# Palacio de Moritzburg (Zeitz)

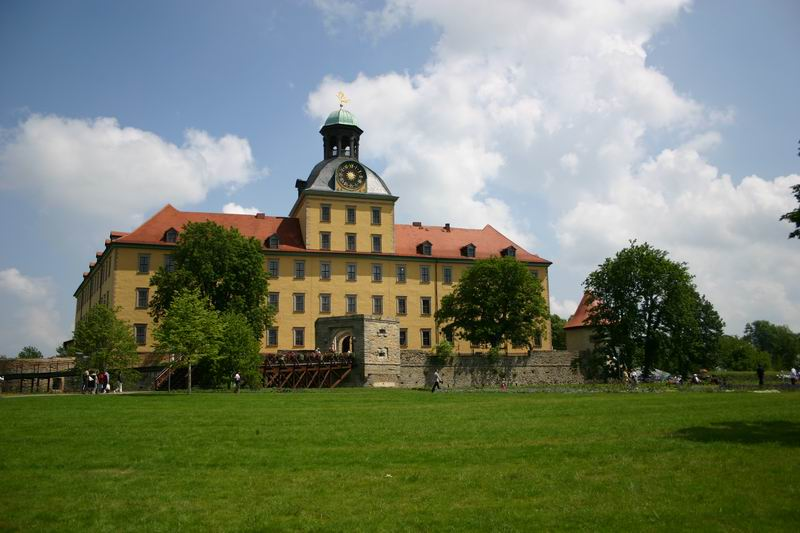
Vista desde el parque.

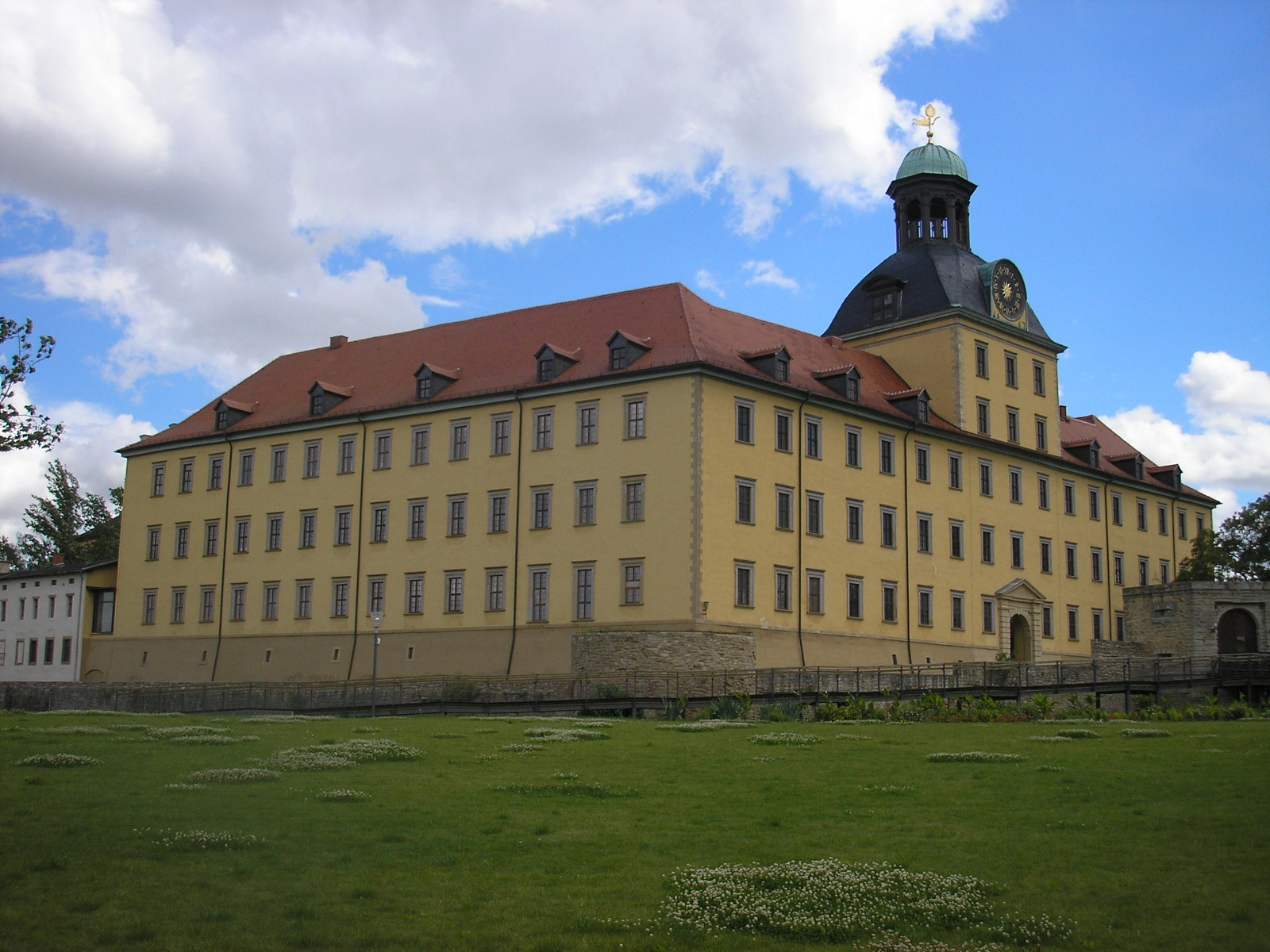
Vista lateral.

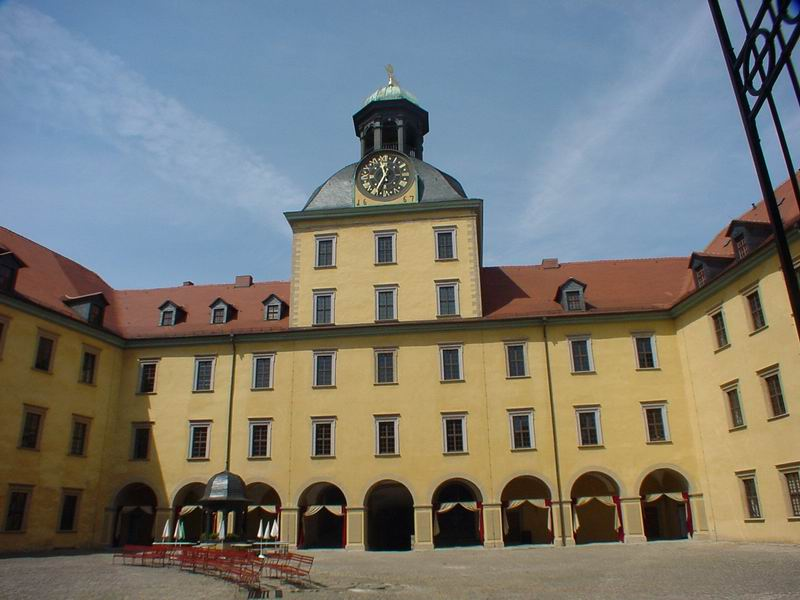
Patio interior.

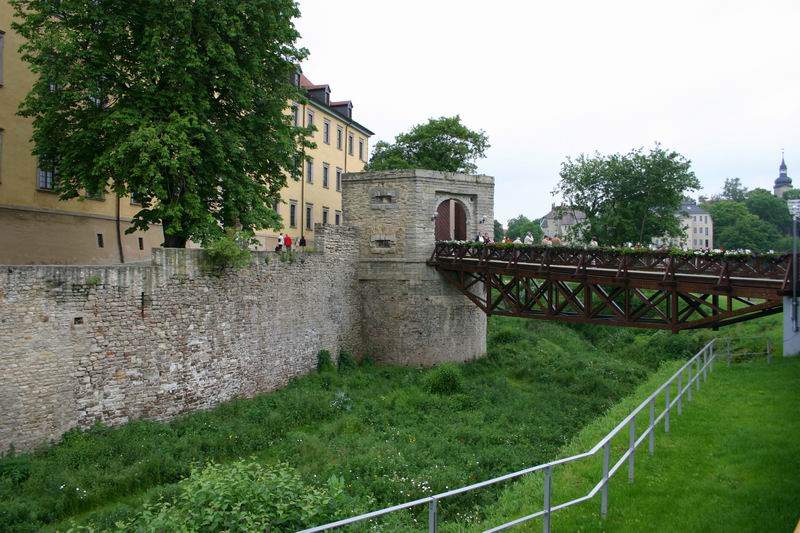
Puerta oeste.

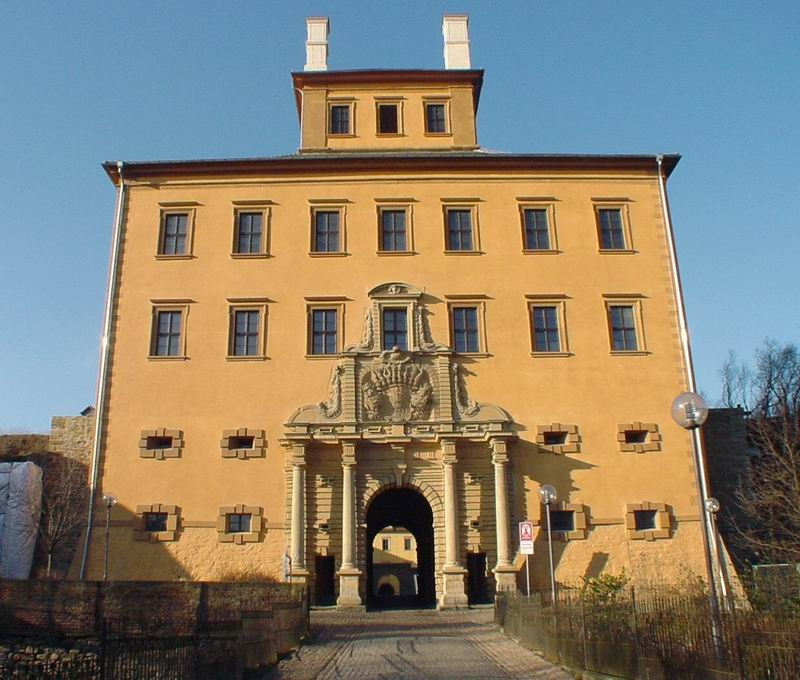
Puerta barroca.

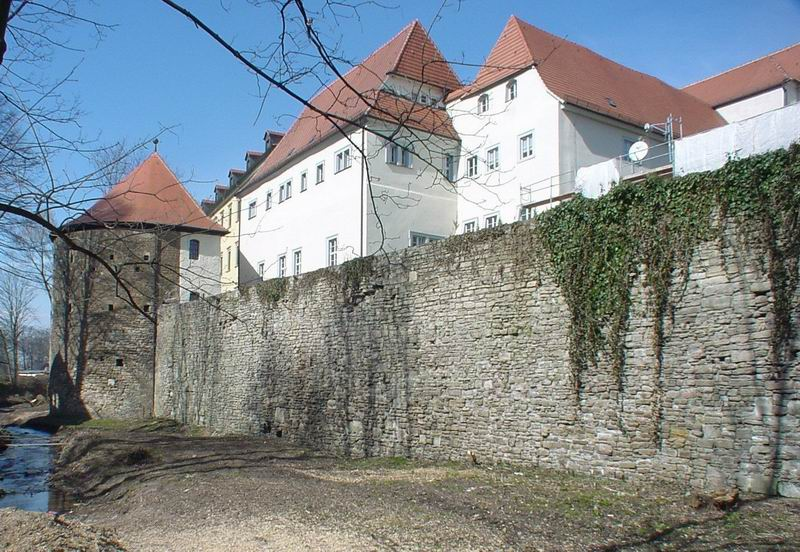
Muralla sur.

El palacio de Moritzburg es un schloss en Zeitz, distrito de Elster Blanco en el distrito de Burgenland en Sajonia-Anhalt. El actual edificio barroco data del siglo XVII y previamente fue un palacio real y una sede obispal fortificada. 
La Catedral de Zeitz también se halla aquí.

## Historia
En conexión con la fundación del Arzobispado de Magdeburgo en 967, la diócesis de Zeitz fue creada como un obispado auxiliar en 968 por Otón I. 